# Horvátországi magyarok

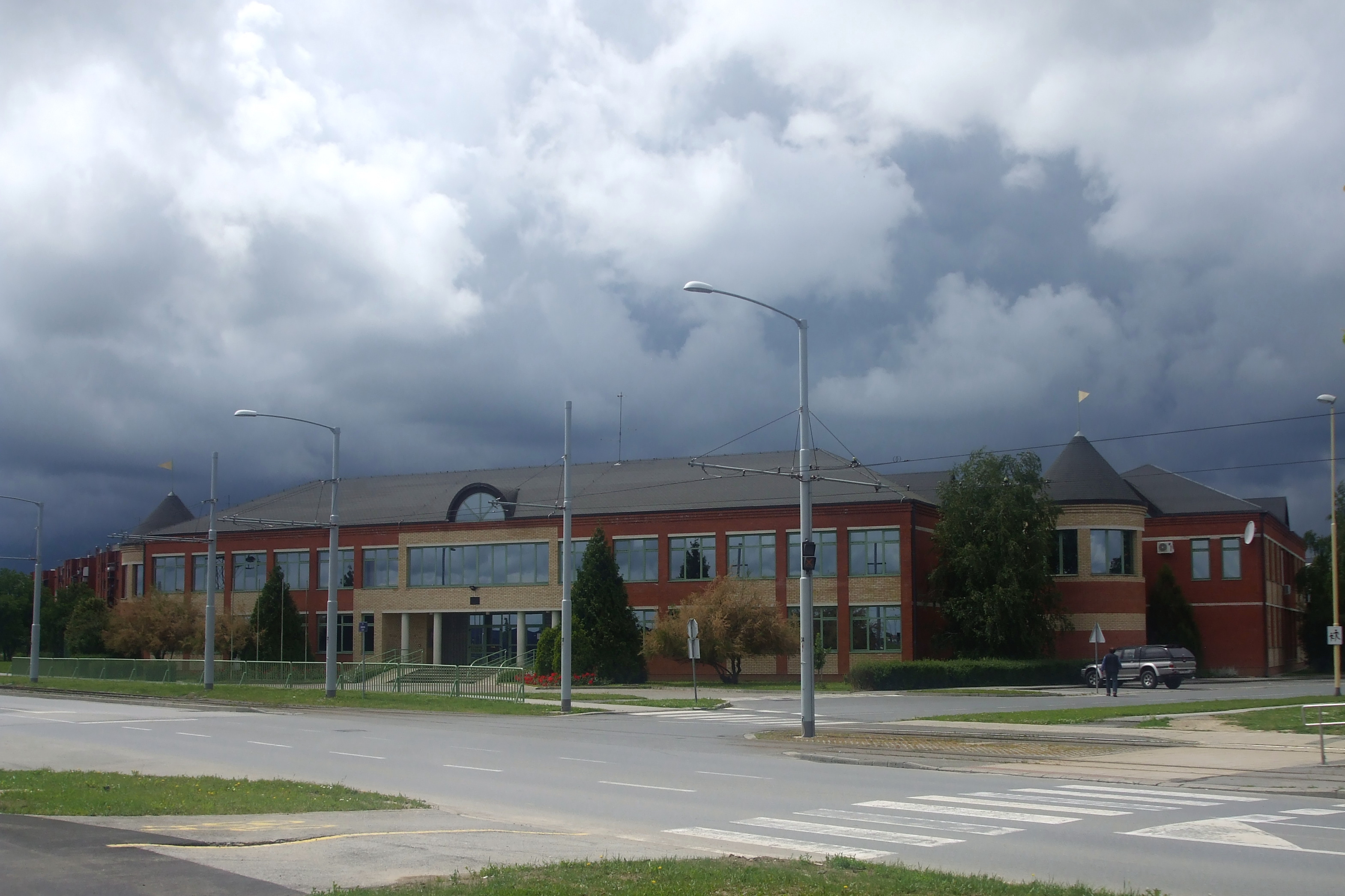
Horvátországi Magyar Oktatási és Művelődési Központ – Eszék

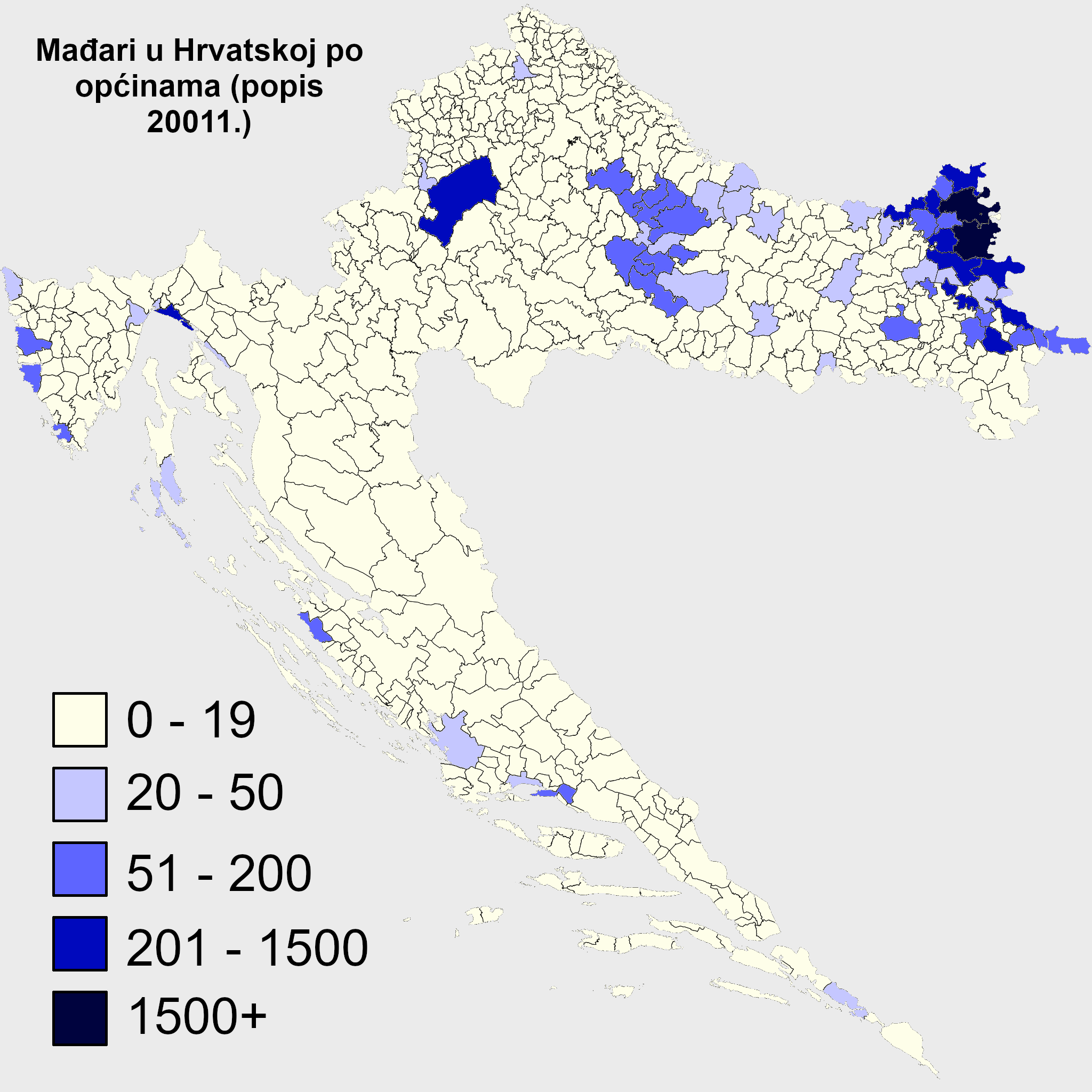
Horvátországi magyarok térképe

Horvátországi magyarok alatt a Horvátországban élő magyar kisebbséget értjük.

## Történelem
A török megszállás alatt a Pozsega, Verőce és Szerém vármegye területén élt magyarok nagy része elpusztult, s helyükre horvátok és szerbek települtek be. A törökök a középkori Horvátországnak és Szlavóniának csak a keleti felét szállták meg. A törökök kiűzése után ezen területek nagy része katonai igazgatás alá került. A kiegyezés (1867) után rendeződött egyértelműen Horvát-Szlavónia közjogi helyzete, mert a katonai határőrvidéket ekkor számolták fel, s 1886-ban bevezették a vármegyerendszert (polgári közigazgatást).
A 19. század elején őshonos (Árpád-kori eredetű) magyarok jelentős számban csak Eszéken és a Szerémségben éltek (a Vuka-folyó vidékén, főleg Kórógyon, Harasztin, Szentlászlón és Rétfalun). A határőrvidék felszámolása után azonban a határőrök (granicsárok) földjeit dél-magyarországi magyar parasztok vásárolták fel igen olcsón, a magyarországi áraknak mintegy 5–10%-áért. A betelepülés mértékét mutatja, hogy míg Fényes Elek 1840-ben a horvátországi magyarok számát 5 ezerre tette, számuk 1910-re 106 ezerre nőtt. Nagyobb részük 1870–90 között telepedett le négy fő területen: Szerém megye keleti (ma a Vajdasághoz tartozó) részén és Vukovár környékén főleg bácskaiak, Verőce megyében Eszék környékén és a Dráva mentén első sorban somogyiak és baranyaiak, Pozsega megyében a nyugati (daruvári, pakráci, novszkai) járásokban, valamint Belovár megye középső és keleti részén dél-dunántúliak és vasiak.
Horvátország-Szlavónia a Magyar Királyság társországa volt; a megyei és járási székhelyeken, valamint a városokban mindenhol számottevő magyar lakosság, elsősorban értelmiségiek és kereskedők, MÁV- és egyéb állami alkalmazottak éltek. (A Szávától délre például az 1910-ben itt összeírt 7695 magyarból 4028 Zágrábban, 320 pedig Károlyvárosban élt.) A magyarok adták az akkori horvátországi közlekedésben dolgozók több mint negyedét (mintegy 11 ezer főt), de kismértékben felülreprezentáltak voltak az iparban, kereskedelemben és a véderőknél is.
A horvátországi magyarok nagy része eredendően szórványokban élt, asszimilációjuk már az első világháború előtt is erőteljes volt. A Julián Egyesület, a MÁV és a reformátusok 1914-ben még 82 iskolában folytattak magyar nyelvű oktatást mintegy 12 ezer tanulóval.
Míg a mai Horvátország területén 1910-ben még 208 településen élt száznál több magyar, és a magyarok létszáma összesen 70 ezer volt, 1921-re a száz főnél népesebb magyar lakossággal rendelkező települések száma 108-ra csökkent, összesen 52 ezer magyarral. A magyar népesség fogyása ekkor még területileg viszonylag egyenletes volt, talán kevésbé erőteljes a Szerémségben. A továbbiakban a fogyás már kisebb ütemű, de területileg eltérő mértékű volt. Az impériumváltozást követően az összes Julián- és MÁV-iskolát államosították, így a két világháború között a horvátországi magyaroknak nem maradt egyetlen magyar tannyelvű elemi iskolai tagozata sem. 1940-ig Dél-Baranyába és Szlavóniába dobrovoljácokat,
likaiakat, boszniaiakat és dél-szerbiai szerbeket telepítettek, akik számára új falvakat alapítottak. A kormány célja az volt hogy szemmel tartsák a megbízhatatlan magyar, német és horvát helybéli lakosságot. Szlavóniában 7200 dobrovoljác és 3700 déli telepes és optáns családot telepítettek le.
A szerb hadsereg a délszláv háború idején megszállta Északkelet-Horvátország területét, ahol létrehozták a Krajinai Szerb Köztársaság nevű államot. A szerb katonai egységek több településen meggyilkoltak a horvátok mellett magyar polgárokat is. Magyarország segítséget nyújtott Horvátországnak a háborúban, amikor megnyitotta határait, ahol a horvát menekülők is távozhattak, mások pedig fegyvert szállíthattak a horvát hadseregnek. Az Ante Gotovina által vezetett horvát ellentámadás eredményeképpen eltörölték Krajinai Szerb Köztársaságot, és elűzték a szerbek nagy részét Horvátország ezen régiójából.
A horvát politikai vezetés a háború alatti magyar segítség óta barátnak tekinti a magyar kisebbséget, ami ritka jelenség a Magyarországot körülvevő államokban. A Horvátország területén élő magyar kisebbséget ma nem érik atrocitások.

## Népesség, demográfia
Nyugat-Szlavóniában, Belovár és Pakrác között még számos településen laknak magyarok, öt kommuna területén összesen 26 településen vannak 20-nál többen. Ugyanakkor legnagyobb településeik magyar lakosainak száma is 180 alatt marad. Az itteni, nagyon elzártan élő magyarok asszimilációja már az 1930-as évekre kimutathatóvá vált, ezt Angeli András szociográfiai jelentéseiben részletesen leírta: „Daruváron Jenschke tanító szerint kb. 320 magyar él, ezek azonban teljesen szerte szóródtak a városban. Magyar szempontból teljesen elveszettnek tekinthetők. A beolvadási folyamat a legrövidebb időn belül be fog fejeződni. […] Magában Belovár városában 200–250 magyar él. Ezek közül azonban öntudatosan csak egy-két család vallja magát magyarnak. A beolvadás itt még sokkal szembeötlőbb, mint Daruváron.” Ezek után még az is meglepő, hogy 1991-ben a két településen 118, illetve 148 fő vallotta magát magyarnak. (Belovár város 118 magyarja egyébként 27 ezres délszláv közösségben él – magyar nyelvű oktatás nélkül.) Horvátországban a magyarok jelentős része a Drávaszögben él.
A 2001-es népszámláláson az ország területén 16 595 fő vallotta magát magyarnak, 2/3-uk Eszék-Baranya megyében él.
A 2011-es népszámláláson 14 048 fő vallotta magát magyarnak, a 2021-es népszámláláson pedig 10 315 fő.
|                         | Népszámlálás 2011 | Népszámlálás 2011 | Népszámlálás 2011 |  | Népszámlálás 2021 | Népszámlálás 2021 | Népszámlálás 2021 |
| Város/község            | Összesen          | Magyar            | Magyar %          |  | Összesen          | Magyar            | Magyar %          |
| Horvátország            | 4,284,889         | 14,048            | 0.33              |  | 3,871,833         | 10,315            | 0.27              |
| Pélmonostor             | 10,068            | 801               | 7.96              |  | 7,973             | 637               | 7.99              |
| Eszék                   | 108,048           | 979               | 0.91              |  | 96,313            | 759               | 0.79              |
| Bellye                  | 5,642             | 1,671             | 29.62             |  | 4,772             | 1,238             | 25.94             |
| Dárda                   | 6,908             | 482               | 6.98              |  | 5,427             | 381               | 7.02              |
| Darázs                  | 2,767             | 680               | 24.58             |  | 1,949             | 432               | 22.17             |
| Erdős                   | 7,308             | 370               | 5.06              |  | 5,436             | 268               | 4.93              |
| Ernestinovo/Szentlászló | 2,189             | 422               | 19.28             |  | 1,948             | 304               | 15.61             |
| Hercegszőlős            | 4,614             | 1,784             | 38.66             |  | 3,357             | 1,299             | 38.70             |
| Baranyaszentistván      | 2,405             | 330               | 13.72             |  | 1,874             | 244               | 13.02             |
| Lacháza                 | 1,882             | 172               | 9.14              |  | 1,552             | 108               | 6.96              |
| Vinkovce                | 35,312            | 164               | 0.46              |  | 30,842            | 124               | 0.40              |
| Vukovár                 | 27,683            | 347               | 1.25              |  | 23,175            | 220               | 0.95              |
| Valkótard/Kórógy        | 2,032             | 371               | 18.26             |  | 1,657             | 309               | 18.65             |
| Zágráb                  | 790,017           | 825               | 0.10              |  | 767,131           | 646               | 0.08              |

## Érdekképviselet
A magyar lakosság egy garantált képviselői hellyel rendelkezik a 151 fős horvát parlamentben. A politikai érdekképviseletet a Horvátországi Magyarok Demokratikus Közössége (HMDK) nevű szervezet látja el, amely 1993-ban alakult.
2010-ben ugyanakkor megalapították a Horvátországi Magyar Nemzeti Tanácsot, amelynek tagjai – a művelődési, gazdasági, oktatási és egyházügyi élet jeles képviselői – elhivatottságot vállaltak a magyar közösség érdekeinek hatékony összehangolása, megóvása, védelme és jogvédelme terén.

## Kultúra, oktatás

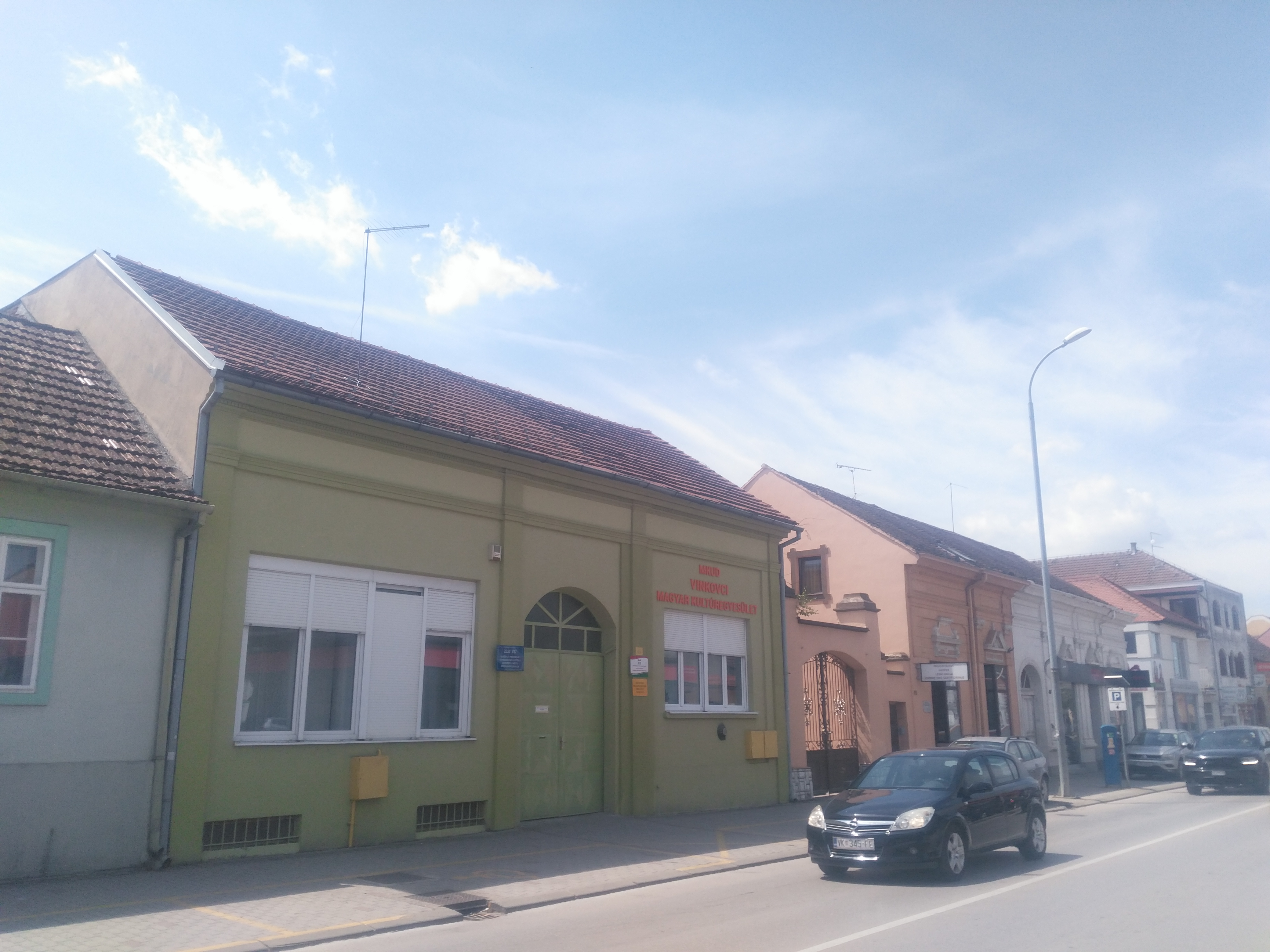
Magyar Kultúregyesület, Vinkovce

A Belső-Drávaszögben négy magyar nyelvű általános iskola működik, ahol mintegy négyszáz gyerek tanul. További három iskolában zajlik magyar nyelvű oktatás. A szórványban 12 iskolában folyik anyanyelvápolás állami keretek között. A magyar nyelvű oktatás illetve anyanyelvápolás összesen mintegy 1100 diákot érint évente . Legjelentősebb intézmény az Eszéken található Horvátországi Magyar Oktatási és Művelődési Központ, ahol középiskola is működik.
A Vörösmarti Általános Iskolában, amely magába foglalja a sepsei és csúzai elemi osztályokat, valamint az újbezdáni 1-8 osztályos iskolát a 2019/2020-as tanévben 94 kisdiák tanult, akikből 58-an magyarul végezték tanulmányaikat. A 2024/25-ös tanévben 71 kisdiák 74.6%-a (53 diák) tanult magyarul.
A Laskói Petőfi Sándor Általános Iskolában, ahol a kopácsi és várdaróci gyerekek is tanulnak, 72 kisdiák tanult a 2020/21-es tanévben és 75%-uk (54 diák) magyarul végezte a tanulmányait. A 2024/25-ös tanévben 72 kisdiák 51.4%-a (37 diák) tanult magyarul.
A Kórógyi Általános Iskola 21 diákja a 2020/21-es tanévben mind magyarul tanult.
Az Eszéki Magyar Oktatási és Művelődési Központban 46 általános iskolai diák tanult a 2020/21-es tanévben. Az iskola regionális központként működik, így a városi diákok mellett számosan a Drávaszögből, illetve Haraszti, Szentlászló és Kórógy falvakból érkeznek. Óvodai csoportjaiban 39 gyerek, középiskolai osztályaiban 26 diák jár. Bentlakásos kollégiumában 43 diák lakik, akiknek egy része más eszéki középiskolába jár.
Anyanyelvápolásban legtöbben Dárda, Hercegszőlős, Kiskőszeg, Bellye és Szentlászló iskoláiban vesznek részt.

## Településeik
- Laskó
- Csúza
- Vörösmart
- Sepse
- Hercegszöllős
- Várdaróc
- Kopács
- Kórógy
- Kiskőszeg
- Kő
- Karancs
- Darázs
- Nagybodolya
- Szentlászló
- Újbezdán